# Le Graval
Pour le village, voir Graval.
Le Graval est une marque commerciale apposée sur un fromage fermier au lait cru fabriqué par des agriculteurs (EARL La Vallée Haute) de la commune éponyme de Graval, département de la Seine-Maritime en France.
Ce fromage double-crème à pâte molle à croûte fleurie ressemble au fromage d'appellation neufchâtel, en moins salé. Il est rond et fabriqué avec du lait de vache.